# جبهة العقرب (نجم)
جبهة العقرب أو دلتا العقرب (Delta Scorpii أو δ Sco) هو نظام نجم ثنائي أبيض لامع (هناك احتمال أن يكون هناك نجم ثالث، لكنه قيد المناقشة)، وهو نجم ثنائي يقع ضمن نجوم كوكبة العقرب.

## الملاحظة

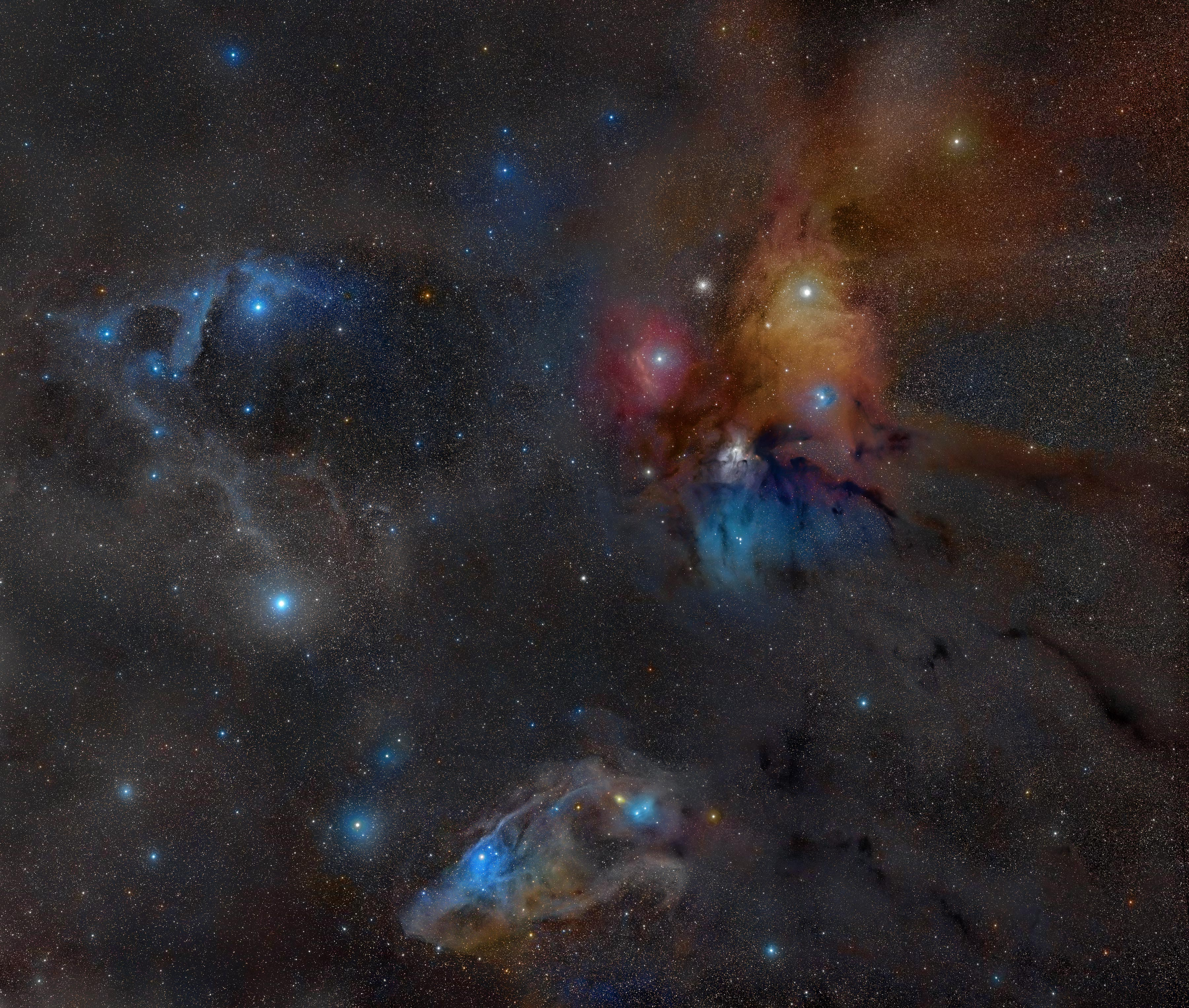
منطقة رو الحواء (الشمال إلى أسفل). يلاحظ نجم أبيض لامع في يسار الصورة حيث يمثل نجم جبهة العقرب (دلتا العقرب)

يقع نجم جبهة العقرب على بعد 2.0 درجة جنوب مسار الشمس، ولكن في عام 1981 تم حجبه بواسطة حلقات زحل كما رأتها المركبة فوياجر 2. كان حجب ضوء هذا النجم غير متوقعًا حتى من قبل الفجوات الفارغة في تلك الحلقات والتي يبدو أنها حجبته أيضًا، مما يشير إلى «وجود مساحة فارغة صغيرة جدًا في أي مكان في نظام الحلقة الرئيسية.»

### ملاحظتهكنجم متغير
يعد جبهة العقرب A (أحد عناصر نجم جبهة العقرب) نجمًا قذيفيٌا. يُظهر هذا النوع من النجوم اختلافات سطوع بطيئة غير منتظمة تبلغ بضعة أجزاء من المئات من مقدار سطوعه بسبب المواد المحيطة بالنجم.
في يونيو من عام 2000، لاحظ سيباستيان أوتيرو عضو الرابطة الأمريكية لمراقبي النجوم المتغيرة (AAVSO) أن جبهة العقرب كانت أكثر إشراقًا وسطوعًا من المعتاد بمقدار 0.1؛ حيث اختلف سطوعه منذ ذلك الحين ووصل على الأقل إلى 1.6 درجة، مما أدى إلى تغيير المظهر المألوف لكوكبة العقرب ككل. أظهرت الأطياف التي تم التقاطها بعد بدء هذا التغير أن هذا النجم يقوم بإلقاء الغازات المضيئة من منطقته الاستوائية. مر مكون آخر (قد يكون جبهة العقرب B) بالقرب منه في عام 2011 ما أدى مرة أخرى إلى بلوغ النجم ذروة سطوعه عند 1.65 بين 5 و15 يوليو عام 2011 (ومن هنا نشأت احتمالية أن يكون هناك نجم ثالث في هذا النظام وأن جبهة العقرب عبارة عن نجم ثلاثي).

## التسمية
حمل نظام دلتا العقرب اسمه التقليدي العربي الأصل الجبهة أو جبهة العقرب. وفي عام 2016 نظم الاتحاد الفلكي الدولي (IAU) فريق عمل لأسماء النجوم (WGSN) لفهرسة ومعايرة الأسماء المناسبة للنجوم، لكن هذا الفريق رأى وقرر أن ينسب أي اسم خاص إلى النجوم الفردية بدلاً من الأنظمة المتعددة بأكملها، وعليه فقد وافقت رسميًا على منح اسم الجبهة Dschubba للنجم جبهة العقرب A في 21 أغسطس 2016، وهو الآن مدرج ضمن قائمة أسماء النجوم المعتمدة من الاتحاد الفلكي الدولي.
أما عن تسمية هذا النظام النجمي باسم دلتا العقرب (Delta Scorpii أو δ Scorpii) فكانت بحسب تسمية باير للنظام، وقد تم تسمية مكوني هذا النجم الثنائي باسم جبهة العقرب A وB.
كما يسمى هذا النظام عند الصينيين باسم فانغ شيو (房宿) والتي تعني «الغرفة»، ويرجع تسميته إلى مجمة (مجموعة نجوم) تتكون من جبهة العقرب، والعقرب (بمكونيه 1 و2)، وباي العقرب وإكليل العقرب، وبالتالي فإن الاسم الصيني لجبهة العقرب نفسه هو فانغ شيو سان (房宿三) أي «النجم الثالث للغرفة».

## الخصائص
كان يتم استخدام نجم جبهة العقرب كمعيار طيفي لتصنيف النجوم من النوع B0 IV، لكنه الآن أصبح متغيرًا بشكل كبير.
إن العنصر الأساسي لهذا النجم (جبهة العقرب A) هو عملاق من الفئة B محاط بمواد منتظمة على شكل قرص؛ حيث تدور حول هذا النجم (بسبب دورانه السريع وجاذبيته). أما العنصر الثانوي (جبهة العقرب B) فإنه يدور كل 10.5 سنوات في مدار إهليلجي شديد الاستطالة؛ حيث يبدو أنه نجم تسلسل رئيسي طبيعي من الفئة B. كانت هناك تقارير تفيد بأن جبهة العقرب A هو نفسه ثنائي طيفي (قريبين جدًا من بعضهما)، ولكن ثبت على الأرجح أنه ليس كذلك.
لدى جبهة العقرب أيضًا حركة خاصة والتي تصنف ضمن المجموعة الفرعية للجزء العلوي من كوكبة العقرب داخل عناقيد OB وتحديدًا عنقود العقرب-قنطورس  الذي يعد أقرب عنقود متحرك مشترك للنجوم الضخمة إلى الشمس. تحتوي المجموعة الفرعية للعقرب العلوي على آلاف النجوم الشابة بمتوسط عمر قدرها 11 مليون سنة بمتوسط مسافة تقدر بـ 470 سنة ضوئية (145 فرسخ فلكي).

## وصلات خارجية
- نجوم جيم كالر ، جامعة إلينوي: Dschubba
- Delta Scorpii brighter than ever (en:Sky and Telescope، بتاريخ 4 فبراير 2002)
- Delta Scorpii still showing off (en:Sky and Telescope، بتاريخ 25 يونيو 2003)
- Delta Scorpii: the birth of a Be star (en:AAVSO مقالة)